# Kim Myers

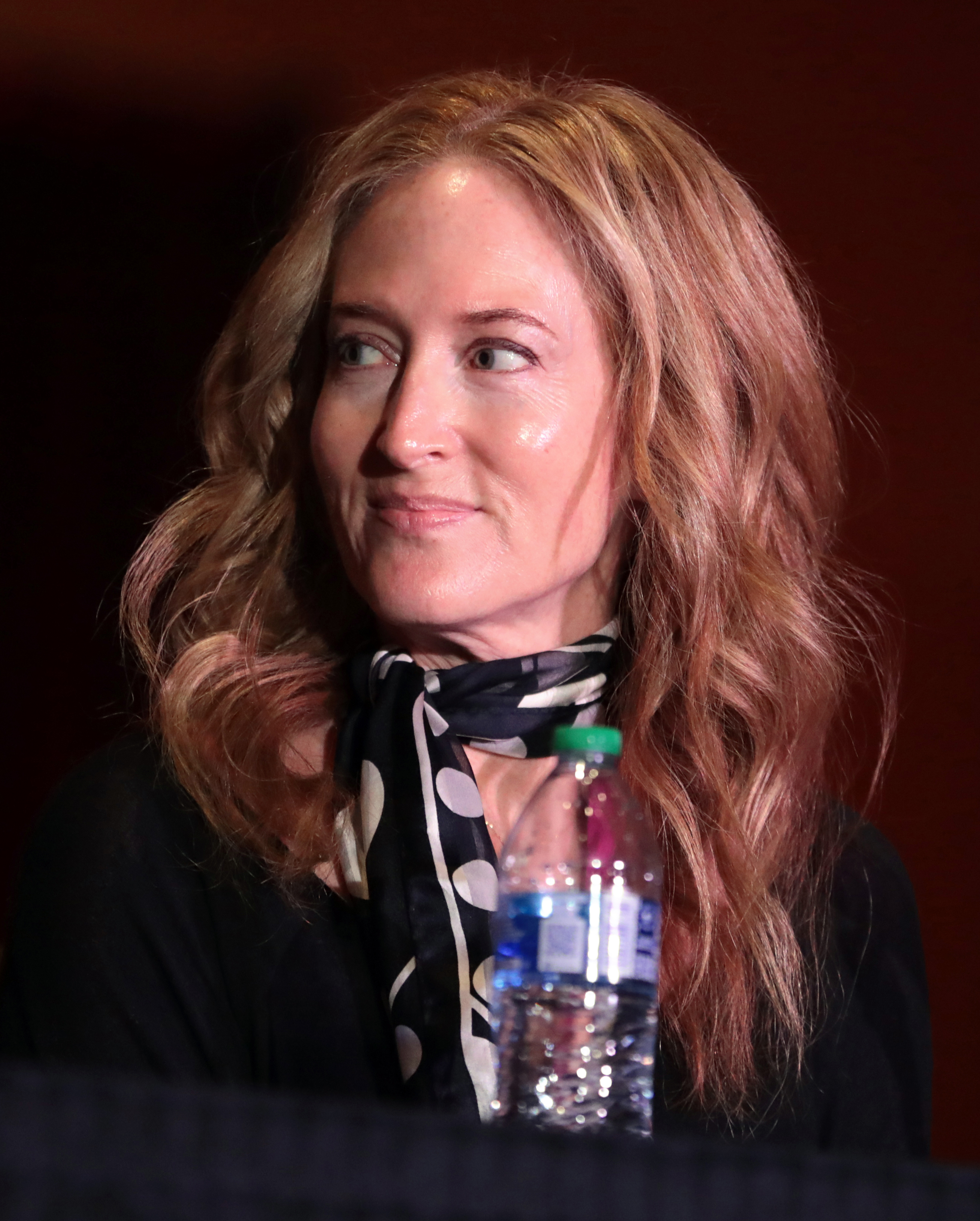
Kim Myers

Kimberly S. „Kim“ Myers (* 15. Februar 1966 in Los Angeles, Kalifornien) ist eine US-amerikanische Schauspielerin.

## Leben
Bekannt wurde Kim Myers 1985 dank ihrer Rolle der Lisa Webber in Nightmare II – Die Rache. Danach folgten u. a. Rollen in der Filmkomödie Die Unschuld der Molly (1988), im Thriller Letters from a Killer (1998) und in The Dust Factory – Die Staubfabrik (2004). Außerdem spielte sie eine wiederkehrende Rolle – Mutter des Protagonisten Jarod – in Pretender. Ihr Schaffen umfasst mehr als 40 Produktionen für Film und Fernsehen.

## Privates
Myers ist verheiratet mit dem Filmproduzenten Eric Small.

## Filmografie (Auswahl)
- 1985: Nightmare II – Die Rache (A Nightmare on Elm Street 2: Freddy's Revenge)
- 1987: In the Mood
- 1987–1990: L.A. Law – Staranwälte, Tricks, Prozesse (L.A. Law, Fernsehserie, 2 Folgen)
- 1988: Die Unschuld der Molly (Illegally Yours)
- 1989: Out on the Edge
- 1989: When He's Not a Stranger
- 1990: Best Shots
- 1991: The Young Riders (Fernsehserie, 1 Folge)
- 1991: The Sitter
- 1990: Frühstück bei ihr (White Palace)
- 1993: Key West (Fernsehserie, 12 Folgen)
- 1993: Walker, Texas Ranger (Fernsehserie, 1 Folge)
- 1994: At Risk
- 1996: Hellraiser IV – Bloodline (Hellraiser: Bloodline)
- 1996: Seinfeld (Fernsehserie, 1 Folge)
- 1996–1999: Pretender (The Pretender, Fernsehserie, 9 Folgen)
- 1998: Letters from a Killer
- 2002: Six Feet Under – Gestorben wird immer (Six Feet Under, Fernsehserie, 1 Folge)
- 2003: JAG – Im Auftrag der Ehre (JAG, Fernsehserie, 1 Folge)
- 2004: Fortunate Son
- 2004: Für alle Fälle Amy (Judging Amy, Fernsehserie, 1 Folge)
- 2004: The Dust Factory – Die Staubfabrik (The Dust Factory)
- 2005: Serenity – Flucht in neue Welten (Serenity)
- 2006: The Closer (Fernsehserie, 1 Folge)
- 2007: Das Geheimnis der kleinen Farm (The Last Sin Eater)
- 2012: Farben der Liebe (The Forger)
- 2014: 10.000 Days (10,000 Days)
- 2016: Don't Tell Kim
- 2020: Jumping the Gun